# 理想國 (電視劇)
《理想國》（英語：The Republic）是香港電視娛樂ViuTV製作的電視劇，由2019年8月5日至21日逢星期一至五21:30-22:30於ViuTV首播，全劇共13集。本劇是ViuTV第一部每集一小時的單元劇，由譚惠貞、陳翹英監製，被媒體喻為港版《黑鏡》。黃秋生憑此劇拿下25屆亞洲電視大獎最佳男主角。

## 故事大綱
本劇是港劇中比較少見的以反烏托邦題材為主的科幻單元劇，通過十三個發生在香港的近未來故事，探討人性與科技、現實與虛擬世界之間的關係。
- 《苟延殘喘》：為幫助妻子走出喪子之痛，丈夫從科技公司高價租借了擁有兒子外貌的仿真機械人。妻子沉迷於與機械人“兒子”相處的快樂時光，七日期滿后仍懇求丈夫繼續租借，續租後，妻子漸漸察覺出了“兒子”的異樣。
- 《愛的替身》：共享私家車司機偶然拾到一副AR眼鏡，戴上後能從眼鏡中看到他迷戀的女神的虛擬影像。當他戴著眼鏡遇到一直對他有意的餐廳外賣姐時，他驚奇地發現，虛擬影像與真人融合，外賣姐變成了活生生的女神。
- 《後美好時代》：新發行的AR穿戴設備使人工智能可視化和實體化。懷著新聞理想的電視女主播意外發現自己的AI虛擬人物身份，她走入現實社會，得知自己只是被用來報道被編輯過的「凈化新聞」的工具，冒著被刪除程式的危險，她做出了一個大膽的決定。
- 《極樂太平山》：七位長者被人壽保險公司邀請参加「樂極太平山」安老計劃，住進了與世隔絕、背山靠海的世外桃源，在院方幫助下，老人家們定時服藥，回首人生，解開了各自埋藏多年的心結，此時，其中一位不甘寂寞的老人無意揭開了計劃背後的真正目的。
- 《春日裡的溫妮莎》：創作男歌手死后，靈魂在等待「往生」時被告知攜帶的回憶「行李」超重，需返回人間將「痛苦」回憶轉化成「快樂」，未能於七天減重者將灰飛煙滅。正當他準備將「行李」偷步轉移至遭遇車禍的女大學生時，兩人的靈魂誤打誤撞連在一起。
- 《一點二米的距離》：虛擬美顏寶「120」令使用者可通過「修容」向別人投射出自己的完美形象，唯一缺陷是需與其他人保持一點二米的安全距離，否則將被「打回原形」。修容醫生與沉迷使用「120」的女友屢次因無法近距離接觸而爭執，某天，他收到了一位欲以傳統整容代替「120」修容的未婚媽媽的求助。
- 《千針百孔》：一對情侶即將結束十年愛情長跑步入婚姻殿堂，為求順利完婚，深陷婚前恐懼的新娘決定打下「失憶針」，當打針次數越來越頻繁，副作用也開始浮現，新娘腦海裏竟然產生了從未出現過的未婚夫出軌的殘留影像。
- 《機械人三原則》：第五代機械人上市，人類與機械人的界線變得模糊，惟機械人無法違反機械人三原則。女僕機械人與男主人朝夕相處，自我意識及對主人的情感也漸漸覺醒。近日部分第五代機械人染上病毒后行為失控，此時，女僕機械人在家中先後發現了一本神秘日記，和一封有關機械人的回收通知。
- 《BFGF》：在便利店工作的毒男為擺脫單身加入最新線上戀愛配對系統「FF」，但因缺乏社交技巧而屢屢碰壁。在充值成為鑽石級會員后，有了AI愛情輔導員一對一幫助，宅男遇到了心儀對象，戀愛進展似乎越來越順利之時，輔導員卻開始出手阻擋兩人的戀情。
- 《堅尼地公審》：《網絡公義法》正式實施，市民的網絡提案若獲得十萬聯署，政府必須作出相應行動。一普通公司職員在網上討論區是「伸張正義」的「起底組」主腦，某日將貼文中一情場女騙子「起底」，贏得網民追捧，誰料事情突然反轉，昔日高高在上的「網絡判官」反而成為鍵盤戰士的追討對象。
- 《沒有悲傷的世界》：一對中產夫婦原本過著幸福美滿的生活。在一次意外中，丈夫發現這個完美的世界原來只是人們飲用「玫瑰水」后產生的幻象。他拒絕「玫瑰水」，決心逃離出這個虛假的幻想世界，但是真相往往出人意料。
- 《裂縫》：男子搬入新居後，與一窗之隔的女鄰居甚為投契，漸生好感。當他鼓起勇氣打算表白心跡時，發現鄰居住客和陳設完全不同，之前的女鄰居則神秘消失。更令他震驚的是，女鄰居早在數年前在該單位遇害身亡。
- 《聲音監獄》：一囚犯被判進由AI聲控系統控制的新型無人設防監獄。囚犯對該系統煩躁不止，卻換來扣至負分的懲罰，刑期更按年遞增。此時，一位溫柔的當值女聲音監控員出現，幫他度過了一個個難關，甚至獲得了與親人通電話的獎勵。但是沒料到，這一切竟隱藏著一個巨大的陰謀。（因為有粗口對白，本單元之「電視版」有粗口過濾，而網上另設「足本版」保留該等粗口對白。）

## 每集主題
| 集數 | 播映日期      | 單元主題           | 編劇          | 導演   |
| 01   | 2019年8月5日  | 《苟延殘喘》       | 陳永康        | 譚惠貞 |
| 02   | 2019年8月6日  | 《愛的替身》       | 潘皜暉        | 譚惠貞 |
| 03   | 2019年8月7日  | 《後美好時代》     | 孫曉影        | 譚惠貞 |
| 04   | 2019年8月8日  | 《極樂太平山》     | 陳衍若        | 譚惠貞 |
| 05   | 2019年8月9日  | 《春日裡的溫妮莎》 | 徐 笑         | 譚惠貞 |
| 06   | 2019年8月12日 | 《一點二米的距離》 | 鄧立婷        | 譚惠貞 |
| 07   | 2019年8月13日 | 《千針百孔》       | 侯藹淇        | 譚惠貞 |
| 08   | 2019年8月14日 | 《機械人三原則》   | 吳庭宣        | 譚惠貞 |
| 09   | 2019年8月15日 | 《BFGF》           | 陳志昇        | 陳志昇 |
| 10   | 2019年8月16日 | 《堅尼地公審》     | 陳永康        | 麥皞年 |
| 11   | 2019年8月19日 | 《沒有悲傷的世界》 | 麥皞年        | 麥皞年 |
| 12   | 2019年8月20日 | 《裂縫》           | 侯藹淇        | 朱建安 |
| 13   | 2019年8月21日 | 《聲音監獄》       | 譚惠貞 溫淑嫻 | 譚惠貞 |

## 每集演出
| 演員                                               | 角色       | 關係 | 暱稱                                        |
| 第一集：《苟延殘喘》 Another Blissful Week         |            | |                                             |
| 吳綺莉                                             | 岑穎欣     | 怪獸家長 因兒子離世打擊甚大                                                                                                  | 穎欣                                        |
| 林祖輝                                             | 鄭耀明     | 穎欣丈夫 |                                             |
| 鄒凱光                                             | Michael    | 申保生物科技公司員工 |                                             |
| 盧覓雪                                             | 張 太      | |                                             |
| 李昭南                                             | Crystal    | |                                             |
| 徐嘉謙                                             | 實 仔      | 穎欣兒子 墮樓身亡 |                                             |
| 第二集：《愛的替身》 Body Double                   |            | |                                             |
| 駱振偉                                             | 駱俊星     | 共享私家車司機 迷戀Rachel | 阿星                                        |
| 吳海昕                                             | Rachel     | 獨立唱作歌手 模特兒 |                                             |
| 麥芷誼                                             | 莎 莎      | 外賣姐 暗戀阿星 |                                             |
| 萬斯敏                                             | Michelle   | 性工作者 |                                             |
| 陳欣健                                             | 陳Sir      | 中區第九行動組便衣探員 |                                             |
| 第三集：《後美好時代》 Good News Days              |            | |                                             |
| 王敏奕                                             | Fiona Fong | True TV新聞部女主播 虛擬人物                                                                                                 | Fiona                                       |
| 劉天蘭                                             | Liv Chang  | X Universal公司全球執行總裁兼首席技術官                                                                                      | Doctor Chang                                |
| 楊偲泳                                             | 甄 真      | Fiona個人助理及模擬友情體驗提供者 True TV新聞部外勤記者 接替Fiona成為主播                                                    | 阿甄                                        |
| 岑建勳                                             | 王 叔      | 劏房租客 |                                             |
| 劉天賜                                             | 劉天賜     | 講座聽眾 |                                             |
| 胡卓希                                             | Vincent    | Fiona模擬愛情體驗提供者 |                                             |
| 第四集：《極樂太平山》 Blissful Taiping Shan       |            | |                                             |
| 張同祖                                             | 堅 叔      | 白金商場電腦修理鋪檔主 網絡黑客                                                                                              |                                             |
| 廖駿雄                                             | Joe        | 露宿者 曾為龍虎武師 老婆女兒離家出走                                                                                         |                                             |
| 李英濤                                             | 麥Sir      | 教師 患有腦腫瘤和強直性昏厥                                                                                                  |                                             |
| 謝 虹                                              | 寶 姐      | 菜街跳舞大媽 |                                             |
| 蕭煥金                                             | 霞 姨      | 清潔工 為照顧媳婦故意跌斷手                                                                                                  |                                             |
| 程國根                                             | Dimon      | 雙性戀者 與阿蓮結婚 |                                             |
| 黃勝慧                                             | 阿 蓮      | 推拿按摩師 與Dimon結婚 |                                             |
| 梁耀忠                                             | 梁耀忠     | 麵包店東主 |                                             |
| 王詠珩                                             | Lisa       | 智能機械人 |                                             |
| 第五集：《春日裡的溫妮莎》 Before Our Spring       |            | |                                             |
| 岑寧童                                             | 陳可淳     | 大學生 小說作者 | Vanessa                                     |
| 張進翹                                             | 李 喬      | 獨立唱作歌手 因躁鬱症跳海自殺                                                                                                | Spring                                      |
| 謝 寧                                              |            | 李喬母親 |                                             |
| 林明傑                                             |            | |                                             |
| 徐 笑                                              |            | |                                             |
| 朱建熙                                             |            | |                                             |
| 第六集：《一點二米的距離》 1.2m Of Us              |            | |                                             |
| 李昭南                                             | 鍾倩美     | 劉柏欣同居女友 | Alice                                       |
| 谷祖琳                                             | 余嘉勵     | 家庭主婦 | 嘉勵                                        |
| 周祉君                                             | 劉柏欣     | 外科修容醫生 鍾倩美同居男朋友                                                                                                | Lion                                        |
| 陳子豐                                             | Howard     | 余嘉勵前夫 |                                             |
| 林祖輝                                             | William    | 劉柏欣師父 |                                             |
| 千 雪                                              | Samantha   | |                                             |
| 第七集：《千針百孔》 Needling Wounds               |            | |                                             |
| 楊 淇                                              | Ceci Yeung | 時尚雜誌編輯 梁仲誠女友 | Ceci                                        |
| 陳炳銓                                             | 梁仲誠     | 建築設計師 Ceci男友 | 阿誠                                        |
| 劉展翹                                             | 嘉 嘉      | 梁仲誠旗下實習生 |                                             |
| 林建明                                             |            | 梁仲誠母親 |                                             |
| 張天愛                                             | 善 姐      | Ceci上司 |                                             |
| 胡卓希                                             | Ryan       | |                                             |
| 第八集：《機械人三原則》 Robots And The Three Laws |            | |                                             |
| 麥子樂                                             | 安 迪      | 第五代機械人 | Andy                                        |
| 廖子妤                                             | 莉 莉      | 女僕機械人（實為人類） 因被安迪發現其想殺前度男友而以「失憶針」令其與安迪在人類與機械人身分對調 恢復記憶後欲購買第六代機械人 | Lily                                        |
| 楊偲泳                                             | 甄 真      | True TV新聞主播 | 阿甄                                        |
| 歐錦棠                                             | 歐Sir      | 高級警司 |                                             |
| 鄒凱光                                             | Michael    | 機械人商店店員 |                                             |
| 第九集：《BFGF》 BFGF                              |            | |                                             |
| 楊偲泳                                             | 楊雪兒     | FF系統公司主席及星級代言人                                                                                                   | Suey                                        |
| 潘福行                                             | 潘志超     | 便利店收銀員 | 阿超                                        |
| 吳 冰                                              | Lindy      | FF系統公司AI愛情輔導員 |                                             |
| 劉 泉                                              | Carlos     | 健身教練 楊雪兒前度男友 |                                             |
| 李建邦                                             |            | FF系統計劃廣告宣傳片主角 |                                             |
| 梁 業 @ ERROR                                      |            | 便利店顧客 |                                             |
| 第十集：《堅尼地公審》 The Trial                   |            | |                                             |
| 盧覓雪                                             | 林海玲     | 張政堯母親 |                                             |
| 黃奕晨                                             | 張政堯     | 至誠保險公司保險賠償專員 起底組主腦                                                                                          | Ken、Kennedy、 堅尼大哥 Mr. Kennedy（網名） |
| 麥詠楠                                             | 張雨婷     | 文化大學新聞系一年級生 張政堯同父異母親妹                                                                                    |                                             |
| 楊偲泳                                             | 甄 真      | True TV新聞主播 （聲音演出）                                                                                                 | 阿甄                                        |
| 鄭宇澄                                             | 梁琦君     | 被網絡欺凌 墮樓梯身亡 | Yvonne                                      |
| 林超榮                                             | 林Sir      | 網絡罪案調查料高級警司 |                                             |
| 林卓彦                                             | TTT        | 毒男 喜歡梁琦君 |                                             |
| 潘福行                                             | 麥先生     | 張政堯公司同事 |                                             |
| 第十一集：《沒有悲傷的世界》 Rose Water            |            | |                                             |
| 陳健朗                                             | 陳 樂      | 仁仁財務公司職員 | 阿樂                                        |
| 林 婷                                              | Angel      | 陳樂妻子 |                                             |
| 陳子豐                                             | 麥先生     | 陳樂鄰居 通渠師傅 |                                             |
| 林超榮                                             | Victor     | 陳樂上司 | Victor Sir                                  |
| 第十二集：《裂縫》 The Fissure                     |            | |                                             |
| 吳肇軒                                             | 張皓明     | 電影後期剪接師 | 阿明、煙鏟明                                |
| 張蔓莎                                             | 沈頌思     | 中學女教師 | Joyce                                       |
| 潘福行                                             | 任何超     | |                                             |
| 梁栢堅                                             |            | 速遞員兼搬運工人 |                                             |
| 周志輝                                             | 梁 伯      | 大廈保安 精神病患者，有嚴重暴力傾向                                                                                          |                                             |
| 第十三集：《聲音監獄》 Sonic Jail                  |            | |                                             |
| 黃秋生                                             | 單立奇     | 58歲獨身囚犯 被控不誠實使用長者支付，即時入獄七天 編號0354                                                                   |                                             |
| 岑建勳                                             | 5354       | 監倉鄰居 （聲音演出） |                                             |
| 岑寧童                                             | 伊莉莎白   | 當值女聲音監控員 （聲音演出）                                                                                                |                                             |

## 原創歌曲
| 歌名             | 歌手   | 作曲   | 填詞      | 編曲            | 監製   | 出現單元                   |
| ---------------- | ------ | ------ | --------- | --------------- | ------ | -------------------------- |
| Girl and the Sea | Reonda | Reonda | Reonda    | Reonda          | Reonda | 第二集：《愛的替身》       |
| 撒哈拉初雪       | 張進翹 | 張進翹 | Tony Chan |                 |        | 第五集：《春日裡的溫妮莎》 |
| 見多一次         | 張蔓莎 | 張蔓莎 | 張蔓莎    | Joyce Chung JKY |        | 第十二集：《裂縫》         |

## 軼事
- 本劇劇本改編成同名小說集《理想國》，包含了劇中十個故事（《春日里的溫妮莎》、《BFGF》、《裂縫》除外），由其中十位編劇合著，格子盒作室出版[15]。值得一提的是，本書更早于劇集首播时出版，於2019年香港書展首度亮相。

- 本劇是林超榮及廖駿雄唯一一部在ViuTV演出的電視劇兼遺作。林在2023年12月12日於瑪嘉烈醫院血癌病逝。廖在2024年5月18日於東華醫院胃癌病逝。

## 評價
直至2022年2月上旬，此劇在豆瓣網的評分為7.4分，共有730人評價。

## 記事
- 2019年7月28日：本劇於15:00在九龍灣展貿徑1號九龍灣國際展貿中心EMax地下舉行劇集記者招待會[17]。

## 外部連結
- ViuTV《理想國》官方節目重溫 （页面存档备份，存于）

| 香港 ViuTV 星期一至五 21:30－22:30 | 香港 ViuTV 星期一至五 21:30－22:30        | 香港 ViuTV 星期一至五 21:30－22:30 |
| --- | ----------------------------------------- | ---------------------------------- |
| | 理想國 （2019年8月5日－2019年8月21日）    |                                    |
| 仇老爺爺 （逢星期一至五 21:30－22:00） （2019年7月8日－2019年8月2日）Reboot （逢星期一至五 22:00－22:30） （2019年7月8日－2019年8月2日） | 天空城堡 （2019年8月22日－2019年10月2日） |                                    |